# Long não (cây)
Long não hay còn gọi là dã hương (danh pháp hai phần: Cinnamomum camphora) là một loại cây thân gỗ, lớn và thường xanh, có thể cao tới 20–30 m. Các lá nhẵn và bóng, bề mặt như sáp và có mùi long não khi bị vò nát trong tay. Về mùa xuân nó sinh ra các lá màu xanh lục nhạt với nhiều hoa nhỏ màu trắng. Nó sinh ra các quả màu đen, thuộc loại quả mọng, mọc thành cụm với đường kính khoảng 1 cm.
Cây long não có thân cây chắc khỏe với vỏ cây hơi thô và có các đốm nhạt màu, bị nứt nẻ theo chiều dọc.
Long não có nguồn gốc ở khu vực Đông Á, bao gồm Đài Loan, miền nam Nhật Bản, đông nam Trung Quốc và Đông Dương, tại đây người ta trồng nó để sản xuất dầu long não. Nó cũng được trồng tại khu vực ven bờ biển Đen của khu vực Kavkaz.

### Xâm hại tại Australia

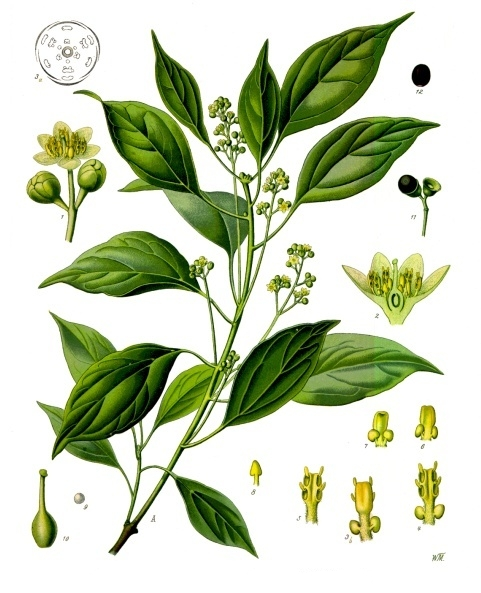
Minh họa

Những cây long não đầu tiên được đưa vào Úc năm 1822 như là một loại cây cảnh để trồng trong vườn và công viên. Tuy nhiên, nó đã nhanh chóng trở thành một loại cây xâm hại tại khu vực Queensland và miền bắc New South Wales, tại đây khí hậu cận nhiệt đới ẩm ướt rất thích hợp với nó.
Long não đã xâm chiếm các đồng cỏ, cũng như cạnh tranh với các loài bạch đàn, mà chúng lại là nguồn thức ăn duy nhất của gấu túi-hiện đang ở tình trạng nguy cấp tại nhiều khu vực ở miền đông Úc.

## Ứng dụng

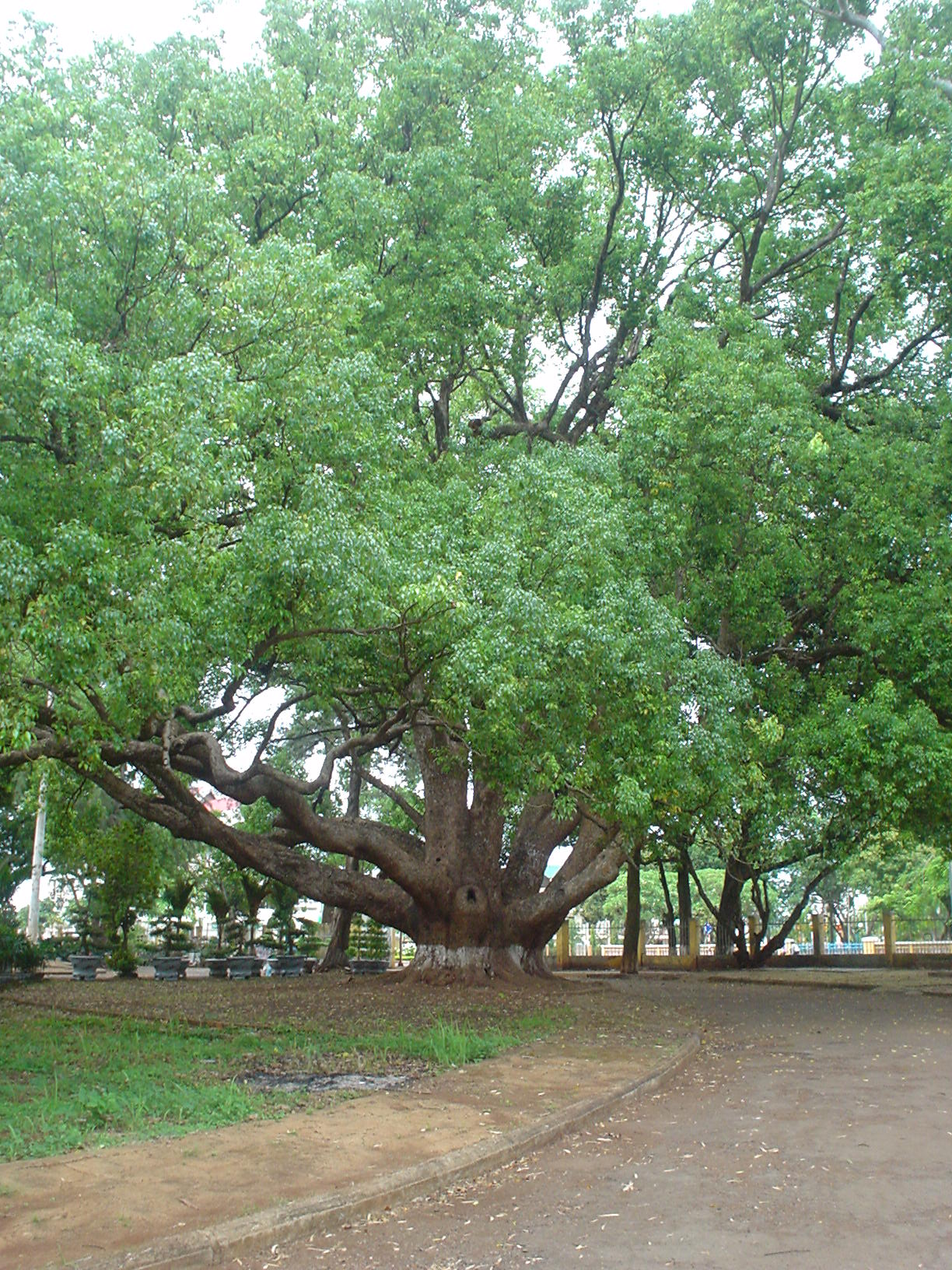
Một cây Long não tại Buôn Ma Thuột

Gỗ long não trên thực tế không bị côn trùng phá hại, vì thế người ta dùng nó để sản xuất các vật dụng nhỏ trong gia đình (tráp, hộp, chuỗi vòng hạt, quạt v.v).
Trước đây, nhiều cây bị đốn hạ để sản xuất long não tự nhiên phục vụ cho việc sử dụng trong y tế, nhưng hiện nay mọi loại long não sử dụng trong thực tế có nguồn gốc tổng hợp. Từ mùn cưa và phoi bào người ta cũng có thể sản xuất ra tinh dầu long não.
Vỏ Long não ngâm rượu dùng ngậm, súc miệng (không nuốt) để phòng, trị bệnh viêm răng, lợi. Đây là bài thuốc dân gian ở Việt Nam.

## Tinh dầu
Người ta chưng cất bằng hơi nước các loại gỗ nghiền nhỏ, rễ, cành non của cây long não để thu được tinh dầu, mà từ đó trong quá trình ngưng tụ và làm lạnh có thể thu tới 90% long não. Bằng việc chưng cất phân đoạn tinh dầu thô người ta thu được các thành phần khác nhau, được sử dụng trong kỹ thuật ("tinh dầu long não đỏ", chứa safrol), y tế (long não y tế), ướp thơm ("tinh dầu long não trắng").
Lưu ý rằng tinh dầu long não dùng trong y tế khác rất nhiều với tinh dầu long não tự nhiên.

## Văn hóa
Tại Việt Nam có một cây dã hương cổ thụ tuổi khoảng một nghìn năm  được vua Lê Cảnh Hưng sắc phong làm "Quốc chúa đô mộc dã đại vương". Cây nay thuộc xã Tiên Lục, huyện Lạng Giang, tỉnh Bắc Giang, đã được nhà chức trách lập biện pháp bảo vệ.